# Silene chungtienensis
Silene chungtienensis är en nejlikväxtart som beskrevs av William Wright Smith. Silene chungtienensis ingår i släktet glimmar, och familjen nejlikväxter. Inga underarter finns listade i Catalogue of Life.